# Teremitra
Teremitra is een geslacht van mariene slakken uit de familie Pyramimitridae. De wetenschappelijke naam van het geslacht werd in 2014 gepubliceerd door Yuri Kantor, Pierre Lozouet, Nicolas Puillandre en Philippe Bouchet.

## Soorten
- Teremitra  efatensis (Aubry, 1999)
- Teremitra  fallax Kantor, Lozouet, Puillandre, Bouchet, 2014
- † Teremitra  hortensis (Vinassa de Regny, 1898)